# Georgi Georgiev (1976)
Georgi Angelov Georgiev (* 30. ledna 1976 Pazardžik, Bulharsko) je bývalý bulharský zápasník–sambista a judista, bronzový olympijský medailista z roku 2004.

## Sportovní kariéra
Zápasit začal v rodném Pazardžiku pod vedením Ivana Filipova. Vrcholově se připravoval v armádním sportovním centru CSKA v Sofii pod vedením Simeona Ceneva. Na špičkové úrovni kombinoval dva příbuzné vestové zápasnické styly judo a sambo. V bulharské judistické a sambistické reprezentaci se pohyboval od poloviny devadesátých let dvacátého století. V sambu je dvojnásobným mistrem světa z let 2003 a 2006. V judu startoval na dvou olympijských hrách. V roce 2000 na olympijských hrách v Sydney vypadl ve druhém kole s Hüseyinem Özkanem z Turecka. V 2004 vyladil formu na olympijské hry v Athénách a vybojoval bronzovou olympijskou medaili, když nestačil pouze v semifinále na Japonce Masata Učišibu. Sportovní kariéru ukončil v roce 2009. Věnuje se trenérské práci.

### Vítězství
- 1995 - 1x světový pohár (Sofie)
- 2001 - 1x světový pohár (Sofie)
- 2002 - 1x světový pohár (Sofie)
- 2006 - 1x světový pohár (Paříž)

## Výsledky

### Judo
| Turnaj             | 1995           | 1996           | 1997           | 1998           | 1999           | 2000           | 2001           | 2002           | 2003           | 2004           | 2005           | 2006       | 2007       | 2008       | 2009       |
| Turnaj             | 19             | 20             | 21             | 22             | 23             | 24             | 25             | 26             | 27             | 28             | 29             | 30         | 31         | 32         | 33         |
| Turnaj             | pololehká váha | pololehká váha | pololehká váha | pololehká váha | pololehká váha | pololehká váha | pololehká váha | pololehká váha | pololehká váha | pololehká váha | pololehká váha | lehká váha | lehká váha | lehká váha | lehká váha |
| ------------------ | -------------- | -------------- | -------------- | -------------- | -------------- | -------------- | -------------- | -------------- | -------------- | -------------- | -------------- | ---------- | ---------- | ---------- | ---------- |
| Olympijské hry     |                | —              |                |                |                | úč.            |                |                |                | 3.             |                |            |            | —          |            |
| Mistrovství světa  | —              |                | úč.            |                | úč.            |                | úč.            |                | úč.            |                | úč.            |            | úč.        |            | —          |
| Mistrovství Evropy | —              | —              | úč.            | —              | 7.             | 3.             | 7.             | 5.             | 3.             | úč.            | úč.            | úč.        | 3.         | úč.        | úč.        |
| MS juniorů         |                | —              |                |                |                |                |                |                |                |                |                |            |            |            |            |
| ME juniorů         | úč.            | 5.             |                |                |                |                |                |                |                |                |                |            |            |            |            |

### Sambo
| Turnaj             | 1998       | 1999       | 2000       | 2001       | 2002       | 2003       | 2004       | 2005       | 2006         | 2007         | 2008         |
| Turnaj             | 22         | 23         | 24         | 25         | 26         | 27         | 28         | 29         | 30           | 31           | 32           |
| Turnaj             | lehká váha | lehká váha | lehká váha | lehká váha | lehká váha | lehká váha | lehká váha | lehká váha | velterová v. | velterová v. | velterová v. |
| ------------------ | ---------- | ---------- | ---------- | ---------- | ---------- | ---------- | ---------- | ---------- | ------------ | ------------ | ------------ |
| Mistrovství světa  | 5.         | 3.         | 3.         | —          | 3.         | 1.         | 2.         | úč.        | 1.           | —            | 3.           |
| Mistrovství Evropy | —          | 1.         | —          | 3.         | —          | 1.         | —          | 2.         | —            | 3.           | —            |